# S. Fischer Verlag
S. Fischer Verlag (Editorial S. Fischer) és una important editorial alemanya que forma part del conglomerat Holtzbrinck Publishing Group des de 1962. L'editorial va ser fundada l'any 1881 pel judeoalemany Samuel Fischer a Berlín, però des de l'any 1948 té la seu a Frankfurt del Main. És considerada una de les més antigues i més prestigioses d'entre totes les editorials alemanyes.

## Història
Originàriament va publicar autors alemanys i europeus contemporanis. D'entre els alemanys els més famosos foren Gerhart Hauptmann i Thomas Mann, tots dos guardonats amb el Premi Nobel de literatura, Gerhart Hauptmann, Hugo von Hofmannsthal, Hermann Hesse, Arthur Schnitzler i Carl Zuckmayer. Entre els europeus hi destacaren Gabriele D'Annunzio, Oscar Wilde, George Bernard Shaw i Bjørnstjerne Bjørnson. En cumplirse els 25 anys de la seva fundació, l'editorial tenia un catàleg de un miler de títols de prop de 150 autors. Quant a estils s'hi podien trobar obres que anaven del naturalisme, passant pel expressionisme i arribant fins a l'avantguarda.

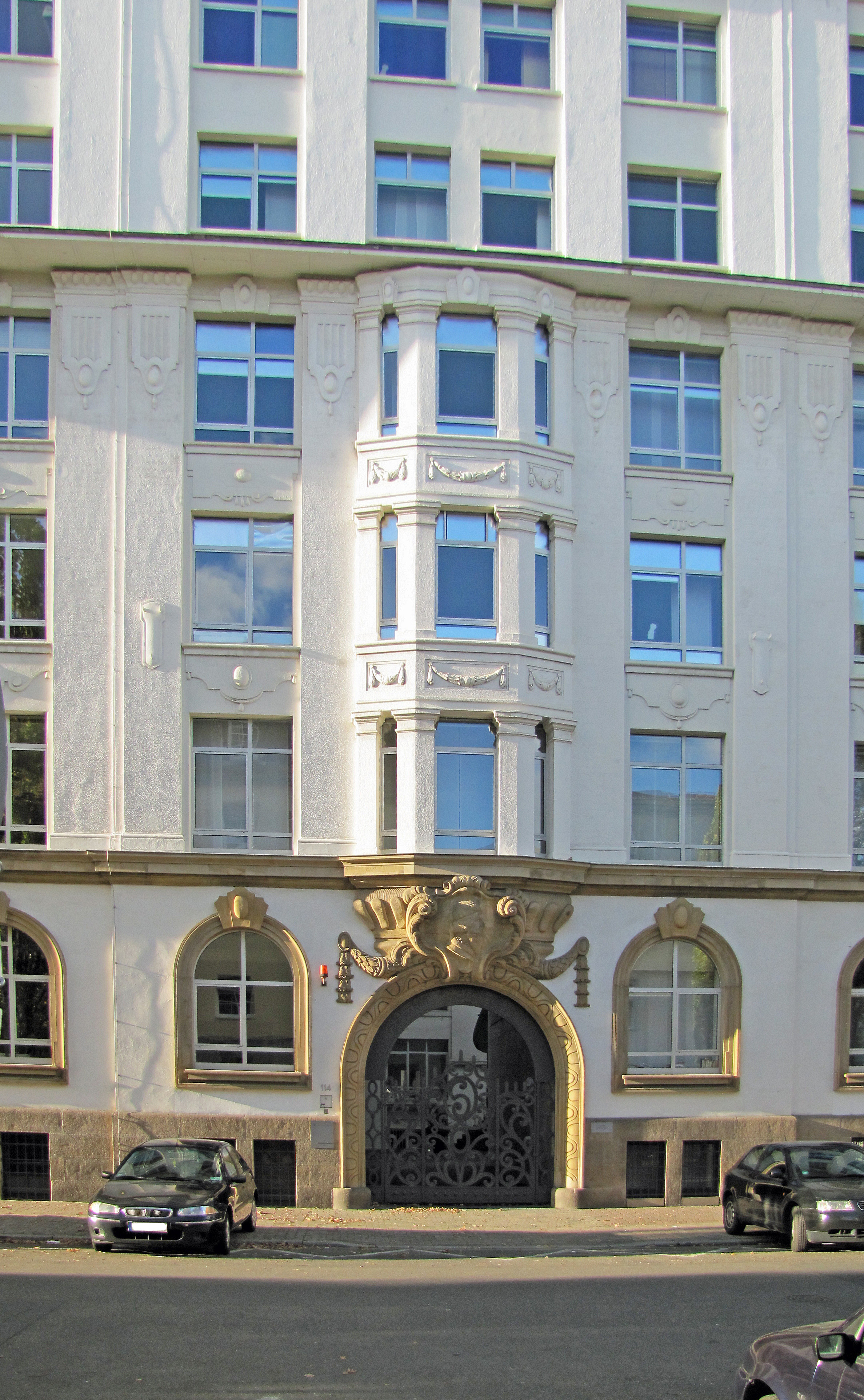
Seu de l'editorial S. Fischer a Frankfurt del Main

Després que els nazis arribessin al poder a Alemanya, el gendre del propietari, Gottfried Bermann-Fischer, a qui aquest havia confiat la direcció de l'editorial el 1925, va emigrar amb la família a Viena on hi va fundar una sucursal (1935) i, posteriorment, altres a Estocolm (1938) i Nova York (1940) que van publicar el autors proscrits a Alemanya. L'editorial de Berlín, la direcció de la qual va ser confiada a Peter Suhrkam, home de confiança de la família, va canviar el nom a "Editorial Suhrkam antiga S. Fischer".
Després de la Segona Guerra mundial van començar a aparéixer divergències entre Suhrkamp i la família Fischer sobre el futur de l'editorial. El contenciós es va resoldre mitjançant un acord extrajudicial que va donar lloc a un repartiment del fons editorial entre S. Fischer Verlag, recuperada pels seus antics propietaris, i Peter Suhrkamp, que va fundar la seva pròpia editorial Suhrkamp el 1950. Els autors van triar en quina de les dues editorials volien publicar en el futur: de 48, 33, entre ells Bertolt Brecht, Hermann Hesse, TS Eliot i George Bernard Shaw, van decidir fer-ho amb Suhrkamp.
La primer obra publicada després de la guerra fou El procés, de Franz Kafka, seguida per nombroses traduccions d'autors anglosaxons: Tennessee Williams, Arthur Miller i Virginia Woolf. L'any 1958 l'editorial va assolir un gran èxit de vendes amb la publicació de Doctor Jivago, del premi Nobel Boris Pasternak. Però el gran volum de negoci l'editorial el va fer amb la publicació d'obres de referència d'amplia divulgació com el Fischer Lexikon, la Fischer Weltgeschichte i el Fischer Weltalmanach i amb les col·leccions de llibre de butxaca publicades sota el segell Fischer Taschenbuch Verlag.
A partir de 1963 la família Fischer va anar-se retirant gradualment de la propietat i de la gestió de la companyia, transferint-la al grup editorial Georg von Holtzbrinck.
Actualment la companyia empara sota el seu sostre diverses editorials: Fischer Taschenbuch, Kruger Verlag, Scherz Verlag, Theater und Medien i Fisher Kinder- und Jugendbuchverlag.
Des de 1974 la direcció de la companyia va recaure en Monika Schoeller (1939-2019), filla de Georg von Holtzbrinck.

## Polèmiques
El 2015, S. Fischer Verlag va demandar judicialment davant els tribunals alemanys al Projecte Gutenberg, amb seu als Estats Units, per infracció dels drets d'autor de 18 obres d'autors com Heinrich Mann, Thomas Mann i Alfred Döblin. Les obres són de domini públic als EUA, però amb drets d'autor vigents segons la legislació alemanya. En acceptar la reclamació els tribunals alemanys van ignorar tractats internacionals com el Conveni de Berna. Segons el dret internacional, el cas judicial hauria d'haver-se jutjat als EUA en lloc d'Alemanya, ja que S. Fischer Verlag té presència als Estats Units amb el nom de Macmillan, mentre que el Project Gutenberg no té presència a Alemanya. El febrer de 2018 el Projecte Gutenberg va respondre a la sentència del tribunal alemany bloquejant l'accés al Projecte Gutenberg des totes les adreces IP d'Alemanya, de manera que el contingut complet del Projecte Gutenberg hi fos inaccessible.